# 사이먼 & 가펑클
사이먼 & 가펑클(Simon & Garfunkel)은 폴 사이먼과 아트 가펑클로 구성된 미국의 전설적인 포크 록 듀오이다. 1960년대 가장 많은 음반을 판 그룹 중 하나이자 밥 딜런, 롤링 스톤스, 비틀즈, 비치 보이스와 더불어 수십년에 걸친 사회 혁명으로 반문화의 아이콘으로 자리매김했다. 〈The Sound of Silence〉 (1964년), 〈Mrs. Robinson〉 (1968년), 〈The Boxer〉 (1969년), 〈Bridge over Troubled Water〉등 대표곡으로 전 세계 차트 정상을 휩쓸었다.
그들은 종종 음악적 불화로 티격태격한 사이를 유지했으며 이것이 1970년 해산으로 이어졌다. 마지막 정규음반 《Bridge over Troubled Water》 (그해 1월 발매)은 그들의 가장 성공한 음반으로 세계에서 가장 많이 팔린 음반 중 하나가 되었다. 1970년 해산 이후 몇 차례 재결합을 가졌으며 이중 가장 유명한 것이 1981년의 센트럴 파크 콘서트로, 500,000명 이상의 관객을 동원해 역사상 가장 많은 콘서트 관객 동원수에서 7위를 차지했다.
듀오는 1953년 뉴욕 시 퀸스에서 어린 시절 처음 만났고, 이곳에서 그들은 화음을 부르는 법을 배웠고 곧 자작곡을 쓰기 시작했다. 1957년 톰 & 제리 명의로 이 청소년들은 그들의 첫 메이저 성공인 〈Hey Schoolgirl〉을 발표, 이 곡은 자기들의 우상 에벌리 브라더스를 모방해 작곡한 것이다. 이후 듀오는 각자의 길을 떠났고 사이먼은 솔로로서 별로 성공하지 못한 음반 경력을 시작했다. 1963년 포크 음악에 대한 대중의 관심에 귀를 귀울여, 재결합한 그들은 컬럼비아 레코드에서 사이먼 & 가펑클로 계약을 맺는다. 데뷔작 《Wednesday Morning, 3 A.M.》는 형편없는 판매고를 기록, 여기서 다시 해산했다. 사이먼은 솔로 경력을 다시 시작했고 이때는 영국에서 활동했다. 1965년 1월 그들의 곡 〈The Sound of Silence〉에 전자 기타 및 드럼 키트가 추가된 오버더빙이 이뤄졌다. 이 향후 버전은 미국 AM 라디오에서 대히트를 기록, 빌보드 핫 100 정상에 도달했다.
재결합 뒤 두 번째 정규 음반 《Sounds of Silence》를 발표, 전국적인 대학 투어를 출발했다. 세 번째 음반 《Parsley, Sage, Rosemary and Thyme》 (1966년)에서 듀오는 더욱 창조적인 통제력을 추구했다. 1967년 영화 《졸업》에서 그들의 음악이 사용되어 더욱 세간에 노출되었다. 다음 음반 《Bookends》 (1968년)은 빌보드 200 차트 정상에 올랐고 영화에서 사용된 1위 싱글 〈Mrs. Robinson〉를 수록하고 있다.
《Bridge over Troubled Water》 발매 이후인 1970년 해산했으나, 그들은 계속해 녹음을 이어나갔다. 사이먼은 아주 극찬을 받은 음반을 여러 개 발매했고 대표적으로 1986년 《Graceland》가 있다. 가펑클은 잠시 배우 경력을 밀고 나갔으며, 마이크 니컬스의 영화 《캐치-22》, 《애정과 욕망》 및 니컬러스 로그의 1980년 영화 《배드 타이밍》에서 주역을 연기했다. 또 〈All I Know〉 같은 솔로 히트작도 발매했다.
사이먼 & 가펑클은 10회의 그래미 수상 경력이 있으며 1990년 로큰롤 명예의 전당에 입성했고 음반 《Bridge over Troubled Water》으로 1977년 브릿 어워드에 최우수 국제 음반으로 후보 지명되었다. 이 음반은 현재 롤링 스톤 선정 역대 가장 위대한 음반 500장에 51위로 등록되어 있다. 리치 언터베르거는 그들을 "1960년대 가장 성공한 포크 록 듀오"로 칭하며 수년 동안 가장 유명한 대중 아티스트 중 하나로 평가했다.

## 음악 스타일
사이먼 & 가펑클은 경력 동안 기본적인 포크 록 사운드에서 점차 라틴과 가스펠 음악 등 당대 기준으로 보다 실험적인 요소를 통합해 나갔다. 《롤링 스톤》에 따르면, 이들의 음악은 1960년대 말 외롭고 소외감을 느끼던 젊은 성인들의 감정에 공명을 일으켰다. 《피치포크》에 따르면, 사이먼 & 가펑클은 "직관적인 하모니와 폴 사이먼의 명료한 작곡 능력"으로 구별되는 높이 평가받는 포크 아티스트였으나, 그리니치빌리지의 포크 음악 부흥운동가들에 비해서는 보다 보수적인 편이었다. 1960년대 후반이 되자 이들은 "포크의 기성 세력... 주로 위협적이지 않고 접근하기 쉬운 음악"을 대표하게 되었으며, 이는 40년 후 이들을 "1960년대 반문화의 기이하고, 거칠고, 더 복잡한 포크 음악가들로 향하는 이상적인 입문 아티스트"로 만들었다. 후기 음반에서는 보다 야심찬 프로덕션 기법을 탐구하고 가스펠, 록, R&B, 클래식 요소를 도입하면서 "왕성한 음악적 어휘"를 드러냈다.

## 음반 목록

### 정규 음반
- 《Wednesday Morning, 3 A.M.》 (1964년)
- 《Sounds of Silence》 (1966년)
- 《Parsley, Sage, Rosemary and Thyme》 (1966년)
- 《Bookends》 (1968년)
- 《Bridge over Troubled Water》 (1970년)

## 주요 명곡
- 〈The Sound of Silence>
- 〈Mrs. Robinson〉
- 〈Bridge over Troubled Water〉
- 〈Homeward Bound〉
- 〈I Am a Rock〉
- 〈The Boxer〉

## 기타
- 사이먼 & 가펑클의 데뷔 초 이름은 톰과 제리였다고 한다.
- 대한민국의 3인조 가수 SG 워너비의 'SG'는 사이먼 앤 가펑클의 머리 글자를 따온 것이며, 이들처럼 되기를 원한다는 뜻에서 왔다고 한다.